# Synthetica
Synthetica är det femte studioalbumet av det kanadensiska indierockbandet Metric. Albumet släpptes 12 juni 2012. 

## Låtlista
Alla låtar är skrivna och komponerade av Metric. 
| Nr  | Titel                               | Längd |
| --- | ----------------------------------- | ----- |
| 1.  | Artificial Nocturne                 | 5:42  |
| 2.  | Youth Without Youth                 | 4:17  |
| 3.  | Speed the Collapse                  | 3:42  |
| 4.  | Breathing Underwater                | 3:56  |
| 5.  | Dreams So Real                      | 2:40  |
| 6.  | Lost Kitten                         | 3:16  |
| 7.  | The Void                            | 3:17  |
| 8.  | Synthetica                          | 3:54  |
| 9.  | Clone                               | 5:13  |
| 10. | The Wanderlust (featuring Lou Reed) | 3:10  |
| 11. | Nothing But Time                    | 4:04  |